# Barr (Baixo Reno)
Barr é uma comuna francesa na região administrativa de Grande Leste, no departamento Baixo Reno.

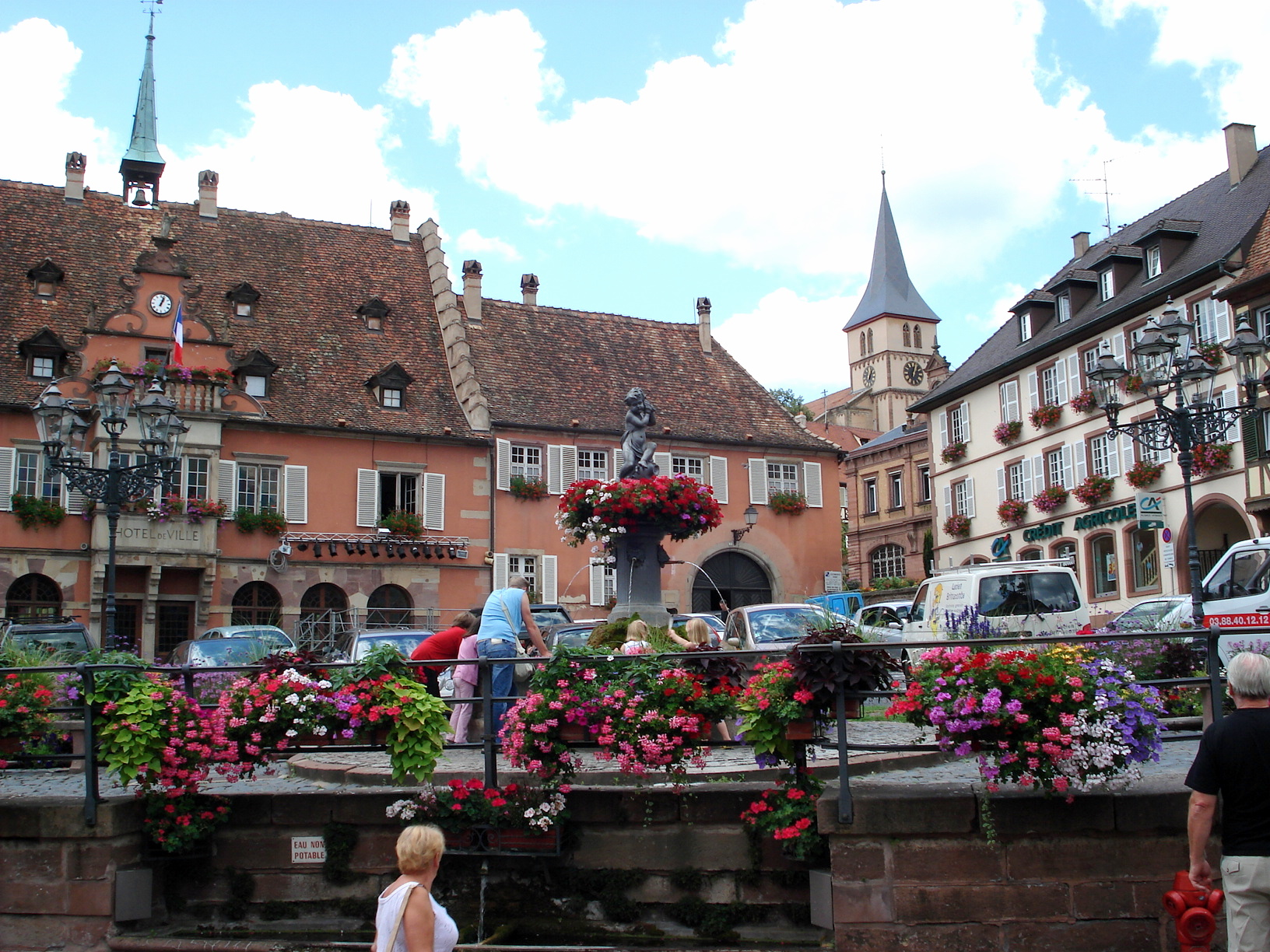
Praça da Prefeitura